# Podocarpus
Podocarpus is een geslacht van coniferen behorend tot de familie Podocarpaceae. Het is het talrijkste en wijdst verspreide geslacht van deze familie. De 105 soorten zijn groenblijvende struiken of bomen van 1-25 m hoog (zelden tot 40 m). De bladeren zijn 0,5-15 cm lang, lancetvormig tot langwerpig, hebben een aparte hoofdnerf. De kegels hebben twee tot vijf schalen, waarvan slechts één vruchtbaar is (zelden twee). Bij rijpheid worden de schalen besachtig, zwellen op en krijgen een heldere kleur. De zaden worden vervolgens door vogels verspreid via de uitwerpselen. De mannelijke kegels zijn 0,5-2 cm lang en zijn vaak gebundeld in groepjes. Vele soorten zijn tweehuizig, maar niet allemaal.

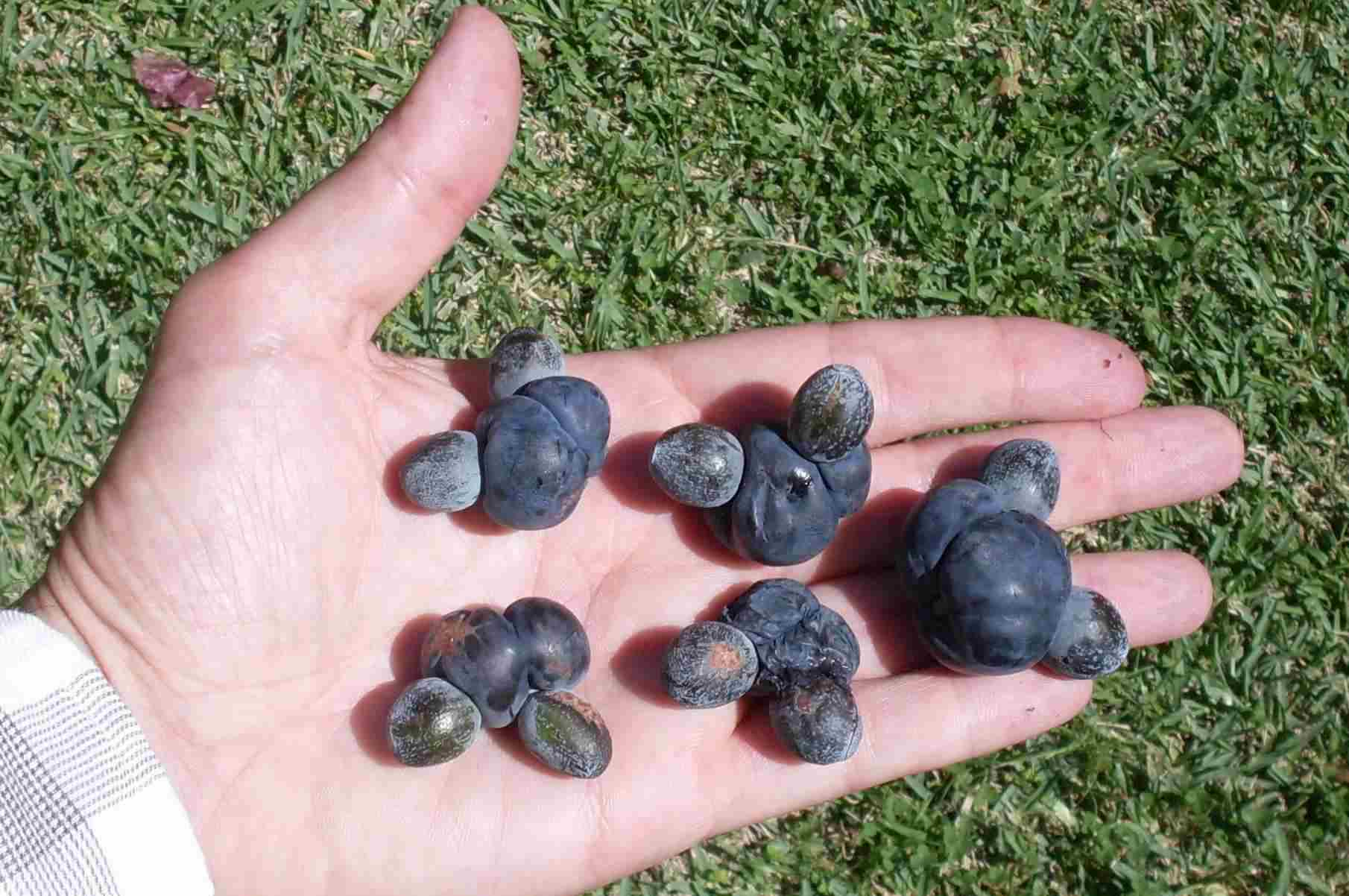
Kegels van Podocarpus elatus

## Biogeografie
Podocarpus en de familie Podocarpaceae zijn ontstaan op het oude supercontinent Gondwana, dat het huidige Afrika, Zuid-Amerika, India, Australië, Nieuw-Guinea, Nieuw-Zeeland en Nieuw-Caledonië omvatte tussen 105 en 45 miljoen jaar geleden. Podocarpus is een geslacht van bomen van de Antarctische flora, die in het koele, vochtige klimaat van de zuidelijke Gondwana voorkwam, en de elementen van de flora overleven in de vochtige, gematigde gebieden van het vroegere supercontinent. Aangezien de continenten naar het noorden afdreven en droger en heter werden, komen de familie Podocarpaceae en andere leden van de Antarctische flora tegenwoordig over het algemeen in vochtige gebieden voor, vooral in Australië.

## Gebruik
Verscheidene Podocarpus-soorten worden gekweekt als tuinbomen of in hagen. De algemene tuinsoorten worden vanwege hun aantrekkelijk donkergroen gebladerte gehouden, bijvoorbeeld Podocarpus macrophyllus en Podocarpus salignus.

## Taxonomie
Er zijn twee ondergeslachten, ondergeslacht Podocarpus en ondergeslacht Foliolatus. Het verschil ligt voornamelijk in de kegel en zaad.
Ondergeslacht: Podocarpus
- Sectie Podocarpus
  - Podocarpus elongatus (Aiton) L'Hér. ex Pers.
  - Podocarpus latifolius (Thunb.) R.Br. ex Mirb. (Echte geelhout)
- Sectie Scytopodium
  - Podocarpus capuronii de Laub.
  - Podocarpus henkelii Stapf ex Dallim.
  - Podocarpus humbertii de Laub.
  - Podocarpus madagascariensis Baker
  - Podocarpus rostratus J.Laurent
- Sectie Australes
  - Podocarpus alpinus R.Br. ex Hook.f.
  - Podocarpus cunninghamii Colenso (Hall's totara)
  - Podocarpus gnidioides Carrière
  - Podocarpus lawrencii Hook.f.
  - Podocarpus nivalis Hook.
  - Podocarpus nubigenus Lindl.
  - Podocarpus totara G.Benn. ex D.Don (Totara)
- Sectie Crassiformes
  - Podocarpus smithii de Laub.
- Sectie Capitulati
  - Podocarpus glomeratus D.Don
  - Podocarpus lambertii Klotzsch ex Endl.
  - Podocarpus milanjianus Rendle
  - Podocarpus parlatorei Pilg.
  - Podocarpus salignus D.Don
  - Podocarpus sellowii Klotzsch ex Endl.
  - Podocarpus sprucei Parl.
  - Podocarpus transiens (Pilg.) de Laub.
- Sectie Pratenses
  - Podocarpus oleifolius D.Don
  - Podocarpus pendulifolius J.Buchholz & N.E.Gray
  - Podocarpus tepuiensis J.Buchholz & N.E.Gray
- Sectie Lanceolati
  - Podocarpus coriaceus Rich. & A.Rich.
  - Podocarpus matudai Lundell
  - Podocarpus rusbyi J.Buchholz & N.E.Gray
  - Podocarpus salicifolius Klotzsch & H.Karst. ex Endl.
  - Podocarpus steyermarkii J.Buchholz & N.E.Gray
- Sectie Pumiles
  - Podocarpus angustifolius Griseb.
  - Podocarpus aristulatis Parl.
  - Podocarpus buchholzii de Laub.
  - Podocarpus roraimae Pilg.
  - Podocarpus urbanii Pilg.
- Sectie Nemorales
  - Podocarpus brasiliensis de Laub.
  - Podocarpus celatus de Laub.
  - Podocarpus guatemalensis Standl.
  - Podocarpus magnifolius J.Buchholz & N.E.Gray
  - Podocarpus purdieanus Hook.
  - Podocarpus trinitensis J.Buchholz & N.E.Gray

Ondergeslacht Foliolatus
- Sectie Foliolati
  - Podocarpus archboldii N.E.Gray
  - Podocarpus borneensis de Laub.
  - Podocarpus deflexus Ridl.
  - Podocarpus insularis de Laub.
  - Podocarpus levis de Laub.
  - Podocarpus neriifolius D.Don
  - Podocarpus novae-caledoniae Vieill. ex Brongn. & Griseb.
  - Podocarpus pallidus N.E.Gray
  - Podocarpus rubens de Laub.
  - Podocarpus spathoides de Laub.
- Sectie Acuminati
  - Podocarpus dispermus C.T.White
  - Podocarpus ledermannii Pilg.
  - Podocarpus micropedunculatis de Laub.
- Sectie Globulus
  - Podocarpus annamiensis N.E.Gray
  - Podocarpus globulus de Laub.
  - Podocarpus lucienii de Laub.
  - Podocarpus nakaii Hayata
  - Podocarpus sylvestris J.Buchholz
  - Podocarpus teysmannii Miq.
- Sectie Longifoliolati
  - Podocarpus atjehensis (Wasscher) de Laub.
  - Podocarpus bracteatus Blume
  - Podocarpus confertus de Laub.
  - Podocarpus decumbens N.E.Gray
  - Podocarpus degeneri (N.E.Gray) de Laub.
  - Podocarpus gibbsii N.E.Gray
  - Podocarpus longifoliolatus Pilg.
  - Podocarpus polyspermus de Laub.
  - Podocarpus pseudobracteatus de Laub.
  - Podocarpus salomoniensis Wasscher
- Sectie Graciles
  - Podocarpus affinis Seem.
  - Podocarpus glaucus Foxw.
  - Podocarpus lophatus de Laub.
  - Podocarpus pilgeri Foxw.
  - Podocarpus rotundus de Laub.
- Sectie Macrostachyi
  - Podocarpus brassii Pilg.
  - Podocarpus brevifolius (Stapf) Foxw.
  - Podocarpus costalis C.Presl
  - Podocarpus crassigemmis de Laub.
  - Podocarpus tixieri Gaussen ex Silba
- Sectie Rumphius
  - Podocarpus grayii de Laub.
  - Podocarpus laubenfelsii Tiong
  - Podocarpus rumphii Blume
- Sectie Polystachyi
  - Podocarpus chinensis Wall. ex Parl.
  - Podocarpus chingianus S.Y.Hu
  - Podocarpus elatus R.Br. ex Endl.
  - Podocarpus fasciculus de Laub.
  - Podocarpus macrocarpus de Laub.
  - Podocarpus macrophyllus (Thunb.) Sweet
  - Podocarpus polystachyus R.Br. ex Endl.
  - Podocarpus ridleyi (Wasscher) N.E.Gray
  - Podocarpus subtropicalis de Laub.
- Sectie Spinulosi
  - Podocarpus drouynianus F.Muell.
  - Podocarpus spinulosus (Sm.) R.Br. ex Mirb.

Acmopyle · 
Afrocarpus · 
Dacrycarpus · 
Dacrydium · 
Falcatifolium · 
Halocarpus · 
Lagarostrobos · 
Lepidothamnus · 
Manoao · 
Microcachrys · 
Microstrobos · 
Nageia · 
Parasitaxus · 
Podocarpus · 
Prumnopitys · 
Retrophyllum · 
Saxegothaea · 
Sundacarpus